# Лудвиг III фон Рандерат
Лудвиг III фон Рандерат (на немски: Ludwig III von Randerode/Randerath; * пр. 1310; † сл. 1364 или сл. 1368) от род Рандерат (Рандероде), е господар на Рандерат (днес част от Хайнсберг) и господар на Ерпрат.

## Произход
Той е син на Арнолд I фон Рандерат († 19 май 1330) и първата му съпруга Катарина фон Бланкенхайм († 1308/1324), дъщеря на Герхард V фон Бланкенхайм († 1309) и Ирмезинда Люксембургска († сл. 1308). Внук е на Лудвиг II фон Рандерат († 6 септември 1299) и Алайдис фон Хелпенщайн († 23 юни 1309). Баща му се жени отново сл. 1311 г. за Хадвиг/Хелвиг фон Щолберг († сл. 1335).

## Фамилия
Лудвиг III фон Рандерат се жени пр. 27 март 1311 г. за Юта фон Ерпрат, наследничка на Ерпрат, дъщеря на Готфрид фон Ерпрат. Те имат две деца:
- Арнолд II фон Рандерат-Ерпрат († между 1 януари и 9 октомври 1390), господар на Рандерат и Ерпрат, женен 1358 г. за графиня Мария фон Сайн († сл. 1399); баща на:
  - Лудвиг фон Рандерат († 1390), неженен и бездетен
  - Катарина фон Рандерат († ок. 1415), наследничка ма Линих, омъжена пр. 5 юни 1383 г. за граф Хайнрих II фон Насау-Байлщайн († 1412)
  - Юта фон Рандерат († пр. 1407), наследничка на Ерпрат, омъжена пр. 21 май 1378 г. за граф Адолф фон Вирнебург († пр. 1391), родители на:
    - граф Рупрехт IV фон Вирнебург († пр. 5 май 1444)

  - Мария фон Рандерат († сл. 9 септември 1414), омъжена пр. 21 февруари 1391 г. за Вилхелм ван Хорн († сл. 1395), родители на:
    - Мария ван Хорне († 1434), омъжена пр. 16 декември 1410 г. за Александер Стюарт († 25 юли 1435), 12. еарл на Мар, адмирал на Шотландия
- Катарина фон Рандерат († 1352), омъжена на 20 май 1347 г. за граф Дитрих V фон Мьорс († 12 ноември 1365), господар на Дидам, родители на:
  - Агнес, омъжена сл. 1378 г. за Хайнрих XI фон Флекенщайн († 1420), господар на Дагщул, Хунзинген и Байнхайм